# Гробница (приповетка)
„Гробница” (енгл. The Tomb) је приповетка америчког писца Хауарда Филипса Лавкрафта, написана у јуну 1917. и први пут објављена у часопису The Vagrant у марту 1922. године. Прича прати Џерваса Дадлија, који постаје опседнут маузолејом у близини куће из детињства.

## Радња
Док је још био дете, Џервас Дадли је открио закатанчени улаз у маузолеј који припада породици Хајд, чија је оближња вила изгорела много година раније. Џервас је покушао да скине катанац, али није успео. Потиштен, он је одлучио да преспава поред гробнице. На крају, инспирисан читањем Плутархових Живота, Џервас је одлучио да стрпљиво сачека док не дође његово време да уђе у гробницу.
Једне ноћи, неколико година касније, Џервас још једном заспи поред маузолеја. Изненада се буди касно поподне и замишља да је светло у гробници нагло угашено. Џервас се потом враћа својој кући, где одлази директно на таван, до трулог сандука, и у њему проналази кључ од гробнице. Када уђе у гробницу, Џервас открива празан ковчег са именом „Џервас” исписаним на плочи. Почиње да спава у празном ковчегу сваке ноћи, али они који га виде како спава виде га како спава испред гробнице, а не унутра како он сам верује. Џервас такође развија страх од грмљавине и ватре, и свестан је да га шпијунира један од његових комшија.
Џервас креће ка гробници ноћу, уз олују која се назире. Он види да је вила Хајдових враћена у пређашње стање; у току је забава којој се он придружује, напуштајући некадашњи мир због богохулног хедонизма. Током забаве, гром удара у вилу, и она почиње да гори. Џервас губи свест, замишљајући да је изгорео у пламену. Затим се затече како вришти и бори се, док га држе двојица људи у пратњи његовог оца. Откривена је мала антикна кутија, откопана недавном олујом. Унутра се налази порцеланска минијатура човека, са иницијалима „Џ.Х.” Џервас замишља да је лице фигуре одраз његовог сопственог. Чини се да је Џервас био реинкарнација Џерваса Хајда, који се вратио да буде положен са својим прецима у породичну гробницу, пошто раније није био јер се његов пепео разнео на све стране.
Џервас почиње да брбља да је спавао у гробници. Његов отац, ожалошћен синовљевом менталном нестабилношћу, каже му да га је већ неко време посматрао и да никада није улазио у гробницу, и заиста, катанац је зарђао од старости. Џервас је одведен у менталну институцију, под претпоставком да је луд. Он тражи од свог слуге Хирама, који му је остао веран упркос његовом тренутном стању, да истражи гробницу – а Хирам то и чини. Након што је скинуо катанац и спустио се са фењером у мрачне дубине, Хирам се враћа свом господару и обавештава га да се тамо заиста налази ковчег са плочом на којој пише „Џервас”. Џервас затим наводи да су му обећали да ће га сахранити у том ковчегу када умре.

## Остали медији
- Приповетка је адаптирана у виду графичког романа који је написао Стивен Филип Џоунс, а илустровао Октавио Каријело. Поново је штампана у виду појединачног графичког романа 2016. као део Лавкрафтовог антологијског серијала.[2]
- (касније BBC Radio 4 Extra) емитовао је адаптацију ове приче 2005. и 2020. године.[3]
- Филм Гробница Х. Ф. Лавкрафта, који је 2007. објављен на DVD-у, нема никаквих сличности са приповетком. Радња филма је сличнија серијалу хорор филмова Слагалица страве.
- Бенд  креирао је име по фрази из ове приче.
- Подкаст Stuff You Should Know представио је читање „Гробнице” за њихову емисију за Ноћ вештица 2010. године.[4]
- Истоимени албум бенда The Order of the Solar Temple из 2014. укључује нумеру под називом „Џервас Дадли”.